# Quartetto Cetra
Il Quartetto Cetra, spesso indicato brevemente come I Cetra, è stato un gruppo vocale italiano attivo dal 1941 al 1990. La sua formazione più nota e longeva, attiva dal 1947 fino allo scioglimento, consisteva in Felice Chiusano (1922-1990), Giovanni "Tata" Giacobetti (1922-1988), Lucia Mannucci (1920-2012) e Virgilio Savona (1919-2009), marito della Mannucci.
Caratterizzato dalle notevoli capacità vocali dei suoi componenti, evidenti nelle armonizzazioni delle canzoni, e dai testi spesso umoristici e sempre di buon gusto, il gruppo è considerato anticipatore in Italia di mode e generi musicali, ad esempio il rock and roll: già nel 1956 i Cetra incisero una versione italiana di Rock Around the Clock di Bill Haley, L'orologio matto. Con programmi come Biblioteca di Studio Uno (con le celebri parodie letterarie e canzonettistiche) e Non cantare, spara, sono anche entrati nella storia della televisione italiana.
In ragione della loro vasta produzione musicale, dell'influenza sul panorama culturale italiano e anche della diversificazione degli interessi dei suoi componenti (Savona fu anche ricercatore etnomusicale e produsse canzoni popolari, di protesta e di denuncia sociale, spesso con la collaborazione della moglie Lucia Mannucci), sono stati stimati anche da artisti di epoche successive e la cui produzione è di genere completamente diverso dal loro, come Eros Ramazzotti, Angelo Branduardi, Francesco Guccini (che li paragona ai Beatles) e Fiorella Mannoia.

## Storia

### Gli inizi: dal "Quartetto Egie" al "Quartetto Cetra"
Nel 1940, a Roma, Enrico De Angelis, Giovanni Giacobetti detto "Tata", Iacopo Jacomelli e Enrico Gentile fondarono un quartetto vocale maschile, che prese il nome di Quartetto Egie, dalle quattro iniziali dei nomi dei componenti, sulla scia della tradizione americana dei barbershop quartet e dei Mills Brothers.
Il Quartetto Egie debuttò il 27 maggio 1940 al Teatro Valle di Roma nello spettacolo Un'avventura al caffé concerto, sfumata e trasformata in...caccia al passante, eseguendo le canzoni Bambina dall'abito blu e Tiger Rag. Alcuni mesi dopo, nel 1941, Jacomelli lasciò il gruppo e fu rimpiazzato da Antonio Virgilio Savona, un pianista che già da qualche tempo curava gli arrangiamenti del gruppo; in seguito alla sostituzione il gruppo rimase momentaneamente senza nome e poi, nello stesso anno, fu scritturato dall'EIAR e assunse il nome definitivo di Quartetto Cetra. Il nome fu preso dallo strumento musicale, caratterizzato da quattro corde, proprio come i componenti del gruppo.

### Il debutto negli anni quaranta

Il Quartetto Cetra nella seconda formazione maschile (1942); da sinistra a destra: Tata Giacobetti, Felice Chiusano, Enrico De Angelis e Virgilio Savona

Il Quartetto Cetra debuttò nel 1941 alla radio nella rivista Riepilogando, dove, oltre a esibirsi "in proprio", accompagnava i cantanti più noti; questa era una pratica che svolgeva anche ogni sera nei principali caffè - concerto di Roma, tra cui il Camilloni di Piazza Esedra, dove si esibivano l'orchestra del maestro Antonio Guarnieri, che era il padre dell'attrice Anna Maria Guarnieri e del direttore d'orchestra Ferdinando Guarnieri, e la cantante fiumana Olga Stancich, doppiatrice di Marlene Dietrich.
Il Quartetto Cetra subentrò in sostituzione al Quartetto Vocale Maschile della Cetra, etichetta discografica torinese di proprietà dell'EIAR, l'azienda editrice della radio pubblica italiana.
Il primo disco a 78 giri pubblicato fu, il 7 novembre dello stesso anno, L'arca di Noè/Il visconte di Castelfombrone, con ancora Enrico Gentile nella formazione.
Nel 1942 il cantante dell'EIAR Felice Chiusano subentrò a Enrico Gentile, partito per il servizio militare; nello stesso anno il gruppo si trasferì a Torino, dove lavorarono con i maestri Carlo Prato e Pippo Barzizza e con il cantante Alberto Rabagliati, esibendosi al Teatro Carignano con l'orchestra del maestro Cinico Angelini.
Alla fine del 1942 Enrico De Angelis, Felice Chiusano e Virgilio Savona ricevettero a loro volta la chiamata per il servizio militare, ma continuarono occasionalmente a esibirsi.
L'8 settembre del 1943 ebbe luogo la prima esibizione di Lucia Mannucci, allora cantante solista in ascesa, insieme al Quartetto Cetra: eseguirono insieme la canzone Dove siete stata nella notte del 3 giugno?.
Sempre nello stesso anno, il 14 luglio, con un'insolita formazione nella quale De Angelis era sostituito dal noto sceneggiatore Agenore Incrocci, il gruppo partecipò allo spettacolo Ritmi e canzoni al Teatro Nuovo milanese, attirandosi le ire dei cronisti de Il Popolo d'Italia per l'apertura alla musica d'oltreoceano.
Nel 1945 il quartetto incise il brano Pietro Wughi il ciabattino, primo esempio di boogie-woogie italiano; nello stesso anno incisero due 78 giri con Natalino Otto, accompagnandolo come coristi insieme alla Mannucci, usando la denominazione i 5 Shoe Shine.

Il Quartetto Cetra negli studi di Radio Rai nel 1951.

Nel dopoguerra, e precisamente nel 1947, dopo una breve e felice esperienza come gruppo strumentale composto da Gorni Kramer alla fisarmonica, William Righi al clarinetto e al sax, Franco Cerri alla chitarra, Savona al pianoforte, Giacobetti al contrabbasso e Chiusano alla batteria, Enrico De Angelis lasciò definitivamente il gruppo per ragioni personali e fu rimpiazzato dalla stessa Lucia Mannucci, prima fidanzata e poi moglie di Virgilio Savona; così il Quartetto Cetra raggiunse la sua formazione definitiva, che fu mantenuta per tutto il resto della lunghissima carriera artistica del gruppo.
Passati alla Decca, incisero altri 78 giri per poi ritornare, nel 1949, alla Cetra: due canzoni del periodo Decca, Shanghai Lil e Oggi ho visto un leon, vennero reincise per l'etichetta torinese con un nuovo arrangiamento, curato dal maestro Pippo Barzizza, diventando due tra le loro canzoni più note.

### I successi degli anni cinquanta
Nel 1949 il Quartetto incise quella che divenne la sua canzone più nota, diventata negli anni un classico anche della musica per bambini: Nella vecchia fattoria, adattamento italiano della canzone popolare americana Old McDonald Had a Farm, conosciuta dai Cetra nella versione di Nat King Cole; rispetto all'originale, alzarono ogni strofa di un semitono rispetto alla precedente, vi aggiunsero un inciso e scrissero un nuovo testo in italiano (che non è una traduzione letterale dell'originale).

Il Quartetto Cetra scherza con il logo della RAI

L'anno successivo ottennero nuovamente successo con Dimmi un po' Sinatra, scritta da Giacobetti su musica di Armando Trovajoli.
Parteciparono poi, per l'unica volta nella loro carriera, al Festival di Sanremo 1954 presentando le canzoni Arriva il direttore, Canzoni alla sbarra, Cirillino-Ci, Piripicchio e Piripicchia, Un diario ed Aveva un bavero, che riscosse il successo maggiore e si classificò al sesto posto nella graduatoria finale.
Sempre nel 1954 presentarono Troppi affari, cavaliere!, reincisa nel 2004 dalla Piccola Orchestra Avion Travel; due anni dopo portarono al successo una parodia del brano Musetto di Domenico Modugno.
Nel 1955 vinsero il Festival internazionale della canzone di Venezia, insieme con Carla Boni e il marito Gino Latilla, con la canzone Vecchia Europa.
Altri successi del decennio furono Concertino e Passa la prima Milano-Sanremo (con musiche di Gorni Kramer), Un disco dei Platters e Che centrattacco! (scritte da Savona e Giacobetti).
Nel 1957 registrarono una versione italiana del famoso singolo Rock Around the Clock di Bill Haley, intitolata L'orologio matto, rivelandosi tra i primi in Italia a promuovere il rock and roll.

### I successi degli anni sessanta
Dopo quasi vent'anni di incisioni per la Cetra, nel 1959 passarono a una casa discografica appena nata, la Dischi Ricordi, riproponendo oltre a nuovi brani, anche reincisioni di vecchi successi.

Un'esibizione del Quartetto Cetra (con Savona, Giacobetti e Chiusano agli strumenti) del 1961

I ricordi della sera, sigla di Studio Uno nel 1961, riportò il Quartetto in classifica; successivamente venne anche incisa da Mina.
Nel 1961 parteciparono al Giugno della Canzone Napoletana.
Nel 1962, passati alla Polydor, ottennero un buon riscontro con Ciabattino twist, interpretando un brano nello stile del ballo di moda di quell'anno, e l'anno successivo con Però mi vuole bene, pubblicato come lato B.
Nel 1964 Vieni vicino...dammi la mano, sigla di Biblioteca di Studio Uno, diventò uno dei loro brani più noti; sul lato B del 45 giri inserirono una loro versione di Sole, pizza e amore, canzone che Giacobetti e Savona avevano scritto per il Festival di Sanremo 1964 e che era stata presentata da Aurelio Fierro insieme alla cantante brasiliana Marina Moran.
Nello stesso anno parteciparono a Un disco per l'estate 1965 con Se fossi Giulio Verne, che però venne eliminata.
Successivamente passarono alla CBS, ed ebbero successo con Juanita Banana, cover dell'omonima canzone dei Peels incisa anche da Henri Salvador, Non cantare, spara e Cinderella Rockefella, cover dell'omonimo brano del duo israeliano Esther & Abi Ofarim.
Sempre per la stessa etichetta incisero nel 1967 Tre minuti, versione in italiano di The 59th Street Bridge Song (Feelin' Groovy) di Simon & Garfunkel.

### I successi degli anni settanta

Il Quartetto Cetra in un'esibizione del 1971, con Lucia al flauto, Tata al basso, Virgilio alla chitarra e Felice alla batteria con una parrucca da capellone

Nel 1971 condussero il programma Stasera sì, con la direzione musicale di Mario Bertolazzi, programma a cui è legato un episodio spiacevole di minacce al gruppo: nel corso della puntata del 7 novembre il Quartetto aveva presentato Angela, canzone dedicata ad Angela Davis, e il giorno dopo Felice Chiusano ricevette da uno sconosciuto un messaggio: "Dica al suo collega Savona di non fare il gradasso sul palcoscenico e di lasciar perdere la politica, di cantare Nella vecchia fattoria e di smetterla di sfruculiare con Angela Davis e tutto il resto... queste sono cose delicate, mi sono spiegato?".
Chiusano raccontò l'episodio a Savona, che ne trasse ispirazione per comporre la canzone Sono cose delicate, incisa in proprio assieme ad altre canzoni di contenuto più "impegnato" che proprio in quegli anni andava realizzando parallelamente all'attività con il Quartetto (sua l'idea contestuale della collana discografica I Dischi dello Zodiaco). Nel 1974 per la Rai condussero Il mangianote, cantandone le rispettive sigle d'apertura e chiusura Il mangianote e Un brivido di musica.
Anche a causa di questo episodio, ridussero la collaborazione con la Rai e dopo il 1975 la interruppero passando alla TV Svizzera, per cui realizzarono i programmi Giochiamo ai quattro cantori (1976) e Ri...Giochiamo ai quattro cantori (1977), entrambi su testi di Dino Verde e con la regia di Mascia Cantoni: all'interno di queste trasmissioni i Cetra girarono 12 parodie di alcune opere liriche, riprendendo l'idea alla base di Biblioteca di Studio Uno.
In RAI condussero tra il 1978 e il 1979 due edizioni di Buonasera con....

### I successi degli anni ottanta
Tra il 1979 e il 1984 lavorarono per Antenna 3 Lombardia, animando alcune parodie dei grandi classici della storia e della letteratura nell'ambito dei programmi Cetrarca e Il Bingoo.
Nel 1984, nel varietà televisivo Al Paradise, diretto da Antonello Falqui, presentarono una fantasia dei loro successi. Falqui decise, su progetto di Virgilio Savona, di dedicare al quartetto un intero spazio (chiamato "Cetra Graffiti") nella terza edizione del programma (1985). Nel loro spazio i Cetra ripercorrevano, con nuove e vecchie canzoni, la storia dello spettacolo italiano, dagli anni d'oro della radio ai successi del varietà televisivo, passando anche per la grande epoca del teatro musicale.
Nella penultima puntata della trasmissione, riprendendo un vecchio progetto risalente ai tempi di Biblioteca di Studio Uno, i Cetra realizzarono una parodia dei Promessi sposi, a cui presero parte Al Bano e Romina Power, Gianni Agus e Minnie Minoprio.
Nell'ottobre del 1988 a Bologna si ebisiscono per l'ultima volta insieme. Con la formazione ridotta a tre elementi, incidono con Mimmo Locasciulli la canzone "Arte moderna", inclusa nell'album "Adesso glielo dico" del cantautore abruzzese.
Dopo le scomparse di Giacobetti (1988) e di Chiusano (1990), i due superstiti nel 1994 ripercorsero la storia del quartetto nel programma radiofonico Cetra Days, ogni sabato mattina su Radiodue per 13 puntate, dalle 11 alle 12.

### Carriera da doppiatori
Nel 1948 il Quartetto Cetra partecipò nel doppiaggio dei cori del film Dumbo (è loro la canzone con cui i corvi sbeffeggiano l'elefantino sulle sue possibilità di volo e la canzone dei Rosa Elefanti). Per questo lavoro ricevettero una lettera autografa di congratulazioni da parte di Walt Disney. Altri film doppiati dal gruppo furono Musica maestro, Lo scrigno delle sette perle, Il mago di Oz. Da non dimenticare il doppiaggio nelle pubblicità (tra cui la Nestlè).
Inoltre la loro voce fu usata per le sigle dei film Caccia al marito, Susanna tutta panna e Ferragosto in bikini.
Nel 1980, per la prima TV in RAI di S.P.Q.R. - Sembrano Proprio Quasi Romani/The Roman Holidays, serie Hanna-Barbera del 1972 (che riprendeva la formula della sit-com ambientata in un'altra epoca, tipo I Flinstones/Gli antenati) il Quartetto Cetra interpretò il breve testo in italiano, su base originale USA, con la partecipazione di Johnny Dorelli.

### Carriera teatrale
Nel 1951 il Quartetto Cetra debuttò in teatro, nella rivista Gran baldoria di Garinei e Giovannini con Wanda Osiris e Alberto Sordi, in cui il Quartetto cantava Vecchia America (musica di Lelio Luttazzi).
L'anno seguente fu la volta di Gran Baraonda, sempre di Garinei e Giovannini su musiche di Gorni Kramer, in cui i quattro lanciarono due dei loro maggiori successi, In un palco della Scala e Un bacio a mezzanotte.
Seguirono numerose altre commedie musicali.

### Carriera televisiva

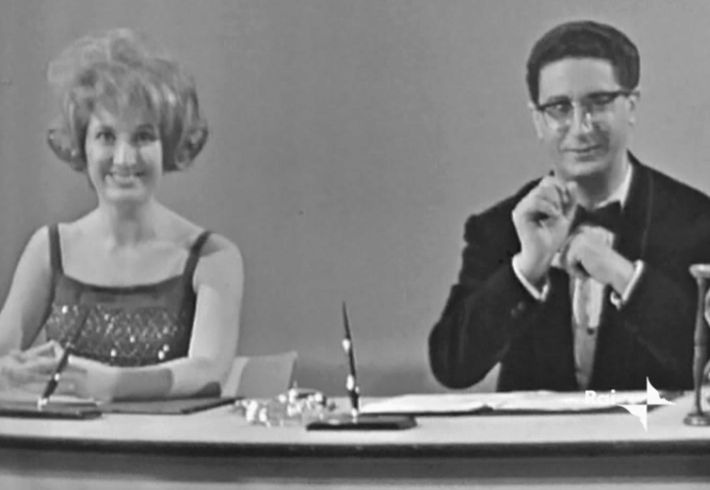
Antonio Virgilio Savona con Mina nel 1960

Già nei primi anni quaranta il Quartetto partecipò ai primi esperimenti di "radiovisione" e con la nascita ufficiale della televisione italiana nel 1954 arrivò anche il debutto televisivo del Quartetto Cetra: lo spettacolo si chiamava In quattro si viaggia meglio, allestito da Daniele D'Anza.
Seguirono molti altri programmi in cui il quartetto fu protagonista, come Buone vacanze (in due stagioni, 1959 e 1960). In particolare, furono un grande successo le loro parodie, in Biblioteca di Studio Uno, regia di Antonello Falqui, di alcuni classici della letteratura, come Il conte di Montecristo o I tre moschettieri.
Nel maggio del 1968 la RAI mise in onda la miniserie TV in 7 puntate (ne erano previste 8, ma la sesta e la settima vennero accorpate) Non cantare, spara, commedia musicale per la televisione di Daniele D'Anza.
Partecipò inoltre a numerose edizioni della rubrica pubblicitaria televisiva Carosello:
- nel 1957 per la brillantina Tricofilina della Sappa;
- nel 1961 per il vermut della Martini & Rossi;
- dal 1961 al 1969 per il detergente per vetri Vetril e per la cera Solex della Salcim (solo voce);
- nel 1962 e 1963 per i tessuti in Hélion Chatillon della Châtillon;
- nel 1963 per i materassi a molle Permaflex (solo voce);
- nel 1972 e 1973 per l'olio Liquigas della Esso;
- dal 1968 al 1970, con Marco Tulli, Daniele Piombi e Anna Orso, per il talco Felce Azzurra della Paglieri.

## Gli spettacoli dal vivo

Il Quartetto Cetra con Gorni Kramer e Wanda Osiris nel 1951

La loro carriera futura fu anche influenzata dalla loro idea di organizzare, nel 1950 nel locale Orientale di Alassio, una serie di serate tematiche animate da loro stessi, nelle quali il pubblico doveva partecipare indossando uno specifico abbigliamento. Favorevolmente impressionato da questa iniziativa, l'impresario Remigio Paone li invitò sia a ripetere l'esperimento nel suo nuovo teatro milanese, sia a partecipare come protagonisti nello spettacolo del 1951 Gran Baldoria, che rappresentò il nuovo corso della rivista italiana.
L'anno seguente, oltre alle apparizioni cinematografiche con Renato Rascel e Paolo Stoppa, il riconoscimento del premio "Passerella d'oro", le esibizioni teatrali assieme ad Alberto Sordi e Wanda Osiris, il Quartetto fece capolino alla radio con la parodia della trasmissione Il convegno dei cinque e nel 1953 con Giringiro, un varietà improvvisato ogni sera presso la sede della tappa del Giro d'Italia ciclistico.

## Lo stile

Un'esibizione di Savona, Giacobetti e Chiusano con il Maestro Gorni Kramer

Lo stile iniziale del quartetto fu quello delle elaborazioni vocali jazz e swing, ispirato ai Mills Brothers statunitensi. Successivamente il gruppo trovò la propria formula, che combinava canzone e spettacolo: brani orecchiabili dai testi allegri ma con arrangiamenti raffinati, interpretati in scenette divertenti. Questa formula conquistò pubblico, e il Quartetto Cetra diventò presto popolarissimo prima alla radio, poi in teatro e infine alla televisione.
Un grande pregio riconosciuto al Quartetto Cetra fu quello di saper combinare l'elevata professionalità con l'intrattenimento popolare.
Come avvenuto per Carosello, intere frasi delle loro canzoni entrarono nell'immaginario collettivo, divenendo veri e propri modi di dire: basti ricordare "il pericolo numero uno: la donna!".

## Le canzoni più famose
Nei suoi quarantasette anni di carriera artistica, il gruppo propose oltre un migliaio di canzoni, molte delle quali scritte dalla coppia Giacobetti-Savona. Alcune tra le più celebri sono: Aveva un bavero (Sanremo 1954), Il Visconte di Castelfombrone, Un disco dei Platters, Che centrattacco!!!, Nella vecchia fattoria, Pietro Wughi il ciabattino, Vecchia America (di Lelio Luttazzi), Un bacio a mezzanotte (musica di Gorni Kramer), I ricordi della sera.
Però mi vuole bene, brano garbatamente intriso di black humour, racconta con la voce della Mannucci di una donna perdutamente innamorata del marito, al punto da non rendersi conto che lui, nonostante continui ad abbracciarla e baciarla, tenta continuamente di eliminarla, sperando che cada nel laghetto del parco e lasciando aperto il gas in cucina con tutte le finestre chiuse, finché riesce nel suo intento facendola precipitare dalla Torre Eiffel mentre si trovavano a Parigi per il compleanno di lei. Il brano si chiude su un controcanto funebre: "Ma le voleva bene... bene da morir".
Il pericolo numero uno è una canzone-sketch in cui un gruppo di soldati viene istruito dal sergente (con la voce di Savona, qui con un esagerato accento siciliano) sui pericoli e soprattutto sul "pericolo numero uno: la donna!".
In un palco della Scala è un ricordo, su melodia lenta, del teatro alla Scala ai tempi della fine dell'ottocento, "nel gennaio del novantatré", con le musiche di Massenet e Bizet a scandire le serate operistiche di gala, frequentate da "signore in décolleté / discese da un romantico coupé". Gli anni passano, le stagioni operistiche si susseguono, e sessant'anni dopo, "nel gennaio del cinquantatré", le signore alla Scala scendono "da un moderno cabriolet" per ascoltare autori nuovi e innovatori, che si affiancano ai grandi classici.
Il cammello e il dromedario racconta dell'insistenza di un ricco dromedario verso un cammello perché questi, "essendo bisognevole", gli venda una delle sue gobbe in cambio di una fortuna; quest'ultimo rifiuta sempre e "così si riconferma che il cammello è bigobbuto / e il dromedario monogobba resterà". Il brano ha una melodia arabeggiante.
Concertino riproduce, con l'abilità vocale dei Cetra, una serie di strumenti (chitarra, mandolino, contrabbasso) impegnati in un romantico concertino "al chiar di luna sotto il balconcino".
La canzone Crapa pelada è stata citata nel numero 18 di Rat-Man Collection intitolato L'allievo, e utilizzata nell'episodio finale della terza stagione di Breaking Bad, intitolato Full Measure - Niente mezze misure.
Vent'anni dopo, nel 2009, molti dei motivi lanciati dai Cetra sono stati ripresi dal gruppo di cabaret Oblivion.
Nel 2021, il brano Un bacio a mezzanotte è stato impiegato come traccia introduttiva del film Disney Pixar Luca, ambientato in Liguria e che presenta una colonna sonora contenente diversi celebri brani di musica leggera italiana.

## Partecipazioni televisive
| Data trasmissione                              | Canale              | Titolo                                                           | Regia                                 | Autori                                                         | Puntate | Conduttori | Direzione musicale             |
| ---------------------------------------------- | ------------------- | ---------------------------------------------------------------- | ------------------------------------- | -------------------------------------------------------------- | ------- | --- | ------------------------------ |
| dal 16 febbraio al 30 marzo 1954               | Programma Nazionale | In quattro si viaggia meglio                                     | Piero Turchetti                       | Daniele D'Anza                                                 | 4       | Quartetto Cetra, Luisa Rivelli e Silvio Noto |                                |
| dal 15 agosto al 3 ottobre 1955                | Programma Nazionale | Jazz il bandito                                                  | Lino Procacci                         | Antonio Amurri e Faele                                         | 5       | Quartetto Cetra |                                |
| 1º giugno 1957                                 | Programma Nazionale | Carlo in doppiopetto                                             | Vito Molinari                         | Carlo Dapporto                                                 | 1       | Carlo Dapporto | Mario Consiglio                |
| dal 14 settembre al 12 ottobre 1957            | Programma Nazionale | Cetravolante                                                     | Vito Molinari                         | Antonio Amurri, Dino Verde e Bernardino Zapponi                | 4       | Quartetto Cetra | Mario Consiglio                |
| 10 ottobre 1957                                | Programma Nazionale | Poltronissima                                                    |                                       | Mario Baffico, Riccardo Morbelli ed Ettore Scola               | 1       | Isa Barzizza ed Enrico Viarisio |                                |
| 10 ottobre 1958                                | Programma Nazionale | Il Musichiere                                                    | Antonello Falqui                      | Pietro Garinei e Sandro Giovannini                             | 1       | Mario Riva | Gorni Kramer                   |
| 22 ottobre 1958                                | Programma Nazionale | Canzonissima                                                     | Antonello Falqui                      | Pietro Garinei e Sandro Giovannini                             | 1       | Renato Tagliani, Ugo Tognazzi, Gianni Agus ed Enzo Sordi |                                |
| dal 4 luglio al 5 settembre 1959               | Programma Nazionale | Buone vacanze - prima serie                                      | Stefano De Stefani                    | Gorni Kramer                                                   | 10      | Quartetto Cetra, Gorni Kramer, Jula de Palma, Johnny Dorelli, Nilla Pizzi, Natalino Otto e Flo Sandon's                                                      | Gorni Kramer                   |
| dal 6 settembre al 25 ottobre 1959             | Programma Nazionale | Serata di gala - prima serie                                     | Vito Molinari                         | Vito Molinari, Giampiero Boneschi                              | 8       | Quartetto Cetra, Abbe Lane, Xavier Cugat, Charles Trenet, Renato Carosone, Fred Buscaglione, Michele Galdieri, Domenico Modugno e Dalida                     | Giampiero Boneschi             |
| dal 10 gennaio al 31 gennaio 1960              | Programma Nazionale | Serata di gala - seconda serie                                   | Vito Molinari                         | Vito Molinari                                                  | 4       | Quartetto Cetra, Marisa Borroni, Nicoletta Orsomando, Walter Chiari, Wanda Osiris, Joséphine Baker, Mario Riva e Vittorio Manipoli                           | Mario Consiglio                |
| dal 21 maggio al 6 agosto 1960                 | Programma Nazionale | Buone vacanze - seconda serie                                    | Stefano De Stefani e Antonello Falqui | Stefano De Stefani e Antonello Falqui                          | 12      | Quartetto Cetra, Jula de Palma, Betty Curtis, Wilma De Angelis, Peter Sisters                                                                                |                                |
| dal 21 gennaio al 15 aprile 1961               | Programma Nazionale | Giardino d'inverno                                               | Antonello Falqui                      | Guido Sacerdote e Dino Verde                                   | 12      | Quartetto Cetra con Henry Salvador, Gemelle Kessler, Betty Curtis, Johnny Dorelli, Ornella Vanoni, Don Lurio                                                 | Gorni Kramer                   |
| dal 21 ottobre al 30 dicembre 1961             | Programma Nazionale | Studio Uno 1961                                                  | Antonello Falqui                      | Guido Sacerdote e Dino Verde                                   | 11      | Quartetto Cetra con Mina, Marcel Aumont, Gemelle Kessler, Bluebell Girls, Don Lurio, Mac Ronay, Renata Mauro, Emilio Pericoli                                | Bruno Canfora                  |
| dall'8 maggio al 29 maggio 1962                | Secondo Programma   | Stasera i Cetra                                                  | Lino Procacci                         | Quartetto Cetra                                                | 4       | Quartetto Cetra |                                |
| dal 5 maggio al 23 giugno 1962                 | Programma Nazionale | Il signore delle 21                                              | Enzo Trapani                          | Antonio Amurri, Faele, Sergio Bernardini, Enzo Trapani         | 8       | Quartetto Cetra ed Ernesto Calindri | Franco Pisano                  |
| dal 22 dicembre 1962 al 16 marzo 1963          | Programma Nazionale | Studio Uno 1962-1963                                             | Antonello Falqui                      | Guido Sacerdote, Antonello Falqui, Dino Verde                  | 12      | Quartetto Cetra con Walter Chiari, Zizi Jeanmaire, Rita Pavone, Bluebell Girls, Don Lurio, Giancarlo Cobelli, Dany Saval                                     | Bruno Canfora                  |
| dal 15 febbraio al 18 aprile 1964              | Programma Nazionale | Biblioteca di Studio Uno                                         | Antonello Falqui                      | Quartetto Cetra, Guido Sacerdote, Antonello Falqui, Dino Verde | 8       | Quartetto Cetra | Bruno Canfora                  |
| dal 2 luglio al 20 agosto 1964                 | Secondo Programma   | Johnny 7                                                         | Eros Macchi                           | Guido Castaldo, Maurizio Jurgens, Francesco Luzi, Eros Macchi  | 8       | Johnny Dorelli, Paola Pitagora, Gigliola Cinquetti | Pino Calvi                     |
| dal 26 settembre al 6 dicembre 1964            | Programma Nazionale | Teatro 10                                                        | Antonello Falqui                      | Antonio Amurri, Francesco Luzi                                 | 11      | Lelio Luttazzi, Don Lurio | Gianni Ferrio                  |
| 15 dicembre 1964                               | Programma Nazionale | Teatrino del Quartetto Cetra                                     | Fernanda Turvani                      | Tata Giacobetti, Virgilio Savona                               | 1       | Quartetto Cetra |                                |
| 3 marzo 1965                                   | Programma Nazionale | Il Quartetto Cetra presenta i New Christy Minstrels              | Lydia C. Ripandelli                   | Tata Giacobetti, Virgilio Savona                               | 1       | Quartetto Cetra |                                |
| dal 18 aprile al 23 maggio 1965                | Secondo Programma   | Il paese della musica: corrispondenze da Music Land              | Gianfranco Bettetini                  | Maurizio Jurgens, Faele, Tata Giacobetti, Virgilio Savona      | 6       | Quartetto Cetra | Gorni Kramer                   |
| 24 febbraio 1966                               | Programma Nazionale | Cetra 66                                                         | Stefano De Stefani                    | Tata Giacobetti, Virgilio Savona                               | 1       | Quartetto Cetra | Puccio Roelens                 |
| 23 marzo 1966                                  | Programma Nazionale | Palcoscenico musicale                                            | Carla Ragionieri                      | Angelo Frattini, Carlo Silva                                   | 1       | Johnny Dorelli, Lauretta Masiero | Gigi Cichellero                |
| 10 settembre 1966                              | Programma Nazionale | I Cetra in automobile                                            | Stefano De Stefani                    | Tata Giacobetti, Virgilio Savona                               | 1       | Quartetto Cetra | Sauro Sili                     |
| 21 ottobre e 10 dicembre 1966                  | Programma Nazionale | Scala reale                                                      | Romolo Siena                          | Castellano e Pipolo                                            | 1       | Peppino De Filippo | Mario Migliardi                |
| 22 dicembre 1966                               | Programma Nazionale | Il signore ha suonato?                                           | Carla Ragionieri                      | Leo Chiosso, Marcello Marchesi                                 | 1       | Enrico Simonetti, Isabella Biagini | Enrico Simonetti               |
| dal 21 settembre al 30 novembre 1967           | Programma Nazionale | Music Rama                                                       | Vito Molinari                         | Giorgio Calabrese, Angelo Frattini, Carlo Silva                | 7       | Alida Valli | Gigi Cichellero                |
| dal 10 gennaio al 16 marzo 1968                | Programma Nazionale | Delia Scala Story                                                | Vito Molinari                         | Antonio Amurri, Faele, Pietro Garinei, Sandro Giovannini       | 7       | Delia Scala | Franco Pisano                  |
| dal 4 maggio al 22 giugno 1968                 | Programma Nazionale | Non cantare, spara                                               | Daniele D'Anza                        | Tata Giacobetti                                                | 7       | Quartetto Cetra ed altri interpreti | Gianni Ferrio                  |
| dal 16 marzo al 29 giugno 1969                 | Programma Nazionale | È domenica, ma senza impegno                                     | Vito Molinari                         | Umberto Simonetta, Maurizio Costanzo                           | 15      | Quartetto Cetra, Paolo Villaggio, Ombretta Colli, Gianni Agus, Oreste Lionello, Cochi e Renato                                                               | Aldo Buonocore                 |
| dal 5 ottobre 1969 al 4 gennaio 1970           | Secondo Programma   | Ieri e oggi                                                      | Lino Procacci                         | Leone Mancini, Lino Procacci                                   | 14      | Lelio Luttazzi | Lelio Luttazzi                 |
| 13 settembre 1970                              | Secondo Programma   | I vostri affezionatissimi Cetra                                  | Salvatore Nocita                      | Tata Giacobetti                                                | 1       | Quartetto Cetra |                                |
| dal 6 dicembre 1970 al 17 gennaio 1971         | Secondo Programma   | Jolly                                                            | Carla Ragionieri                      | Leo Chiosso, Gustavo Palazio                                   | 1       | Quartetto Cetra | Mario Bertolazzi               |
| 9 gennaio 1971                                 | Programma Nazionale | Speciale per noi                                                 | Antonello Falqui                      | Antonio Amurri, Maurizio Jurgens                               | 1       | Ave Ninchi, Paolo Panelli, Bice Valori, Aldo Fabrizi | Gianni Ferrio                  |
| 4 settembre 1971                               | Programma Nazionale | Ciao Rita                                                        | Romolo Siena                          | Antonio Amurri, Dino Verde, Bruno Broccoli                     | 1       | Rita Pavone | Bruno Canfora                  |
| dal 24 ottobre al 19 dicembre 1971             | Secondo Programma   | Stasera sì                                                       | Carla Ragionieri                      | Leo Chiosso, Gustavo Palazio                                   | 9       | Quartetto Cetra, Cochi e Renato | Mario Bertolazzi               |
| 11 giugno 1972                                 | Secondo Programma   | Finalmente domenica                                              | Carla Ragionieri                      | Maurizio Costanzo                                              | 1       | Pino Caruso, Diana Scapolan |                                |
| 17 settembre 1972                              | Secondo Programma   | Il buono e il cattivo                                            | Beppe Recchia                         | Guido Clericetti, Umberto Domina, Ludovico Peregrini           | 1       | Cochi e Renato |                                |
| dal 29 giugno al 27 luglio 1972                | Programma Nazionale | Permette? Segurini                                               | Maurizio Corgnati                     | Tata Giacobetti                                                | 4       | |                                |
| 1º ottobre 1972                                | Programma Nazionale | Lei, lui, quello e l'altro                                       | Beppe Recchia                         | Tata Giacobetti, Virgilio Savona                               | 1       | Quartetto Cetra |                                |
| dal 15 aprile al 27 maggio 1973                | Secondo Programma   | L'occasione                                                      | Stefano De Stefani                    | Leo Chiosso, Gustavo Palazio                                   | 7       | Quartetto Cetra | Mario Bertolazzi               |
| 30 dicembre 1973                               | Programma Nazionale | 73, ma li dimostra                                               | Stefano De Stefani                    | Stefano De Stefani, Mario Bertolazzi, Quartetto Cetra          | 1       | Quartetto Cetra, Sandra Mondaini, Valeria Fabrizi, Adriano Celentano                                                                                         | Mario Bertolazzi               |
| 12 gennaio 1974                                | Programma Nazionale | Formula due                                                      | Eros Macchi                           | Antonio Amurri, Dino Verde                                     | 1       | Alighiero Noschese, Loretta Goggi | Enrico Simonetti               |
| 16 marzo 1974                                  | Programma Nazionale | Milleluci                                                        | Antonello Falqui                      | Antonello Falqui, Roberto Lerici                               | 1       | Mina, Raffaella Carrà | Gianni Ferrio                  |
| dal 17 marzo al 14 luglio 1974                 | Programma Nazionale | Il mangianote                                                    | Beppe Recchia                         | Adolfo Perani, Jacopo Rizza, Tata Giacobetti                   | 18      | Quartetto Cetra | Aldo Buonocore, Tony De Vita   |
| 27 febbraio 1975                               | Programma Nazionale | Chi è di scena                                                   | Fernanda Turvani                      | Gianni Rossi                                                   | 1       | Quartetto Cetra |                                |
| 6 aprile 1975                                  | Programma Nazionale | Tanto piacere                                                    | Adriana Borgonovo                     | Alberto Testa, Leone Mancini                                   | 1       | Claudio Lippi | Augusto Martelli, Tony De Vita |
| 23 agosto 1975                                 | Programma Nazionale | Passano gli anni: mezzo secolo di canzoni di Vittorio Mascheroni | Vito Molinari                         | Vito Molinari, Carlo Silva                                     | 1       | Daniela Goggi | Giulio Libano                  |
| dal 9 ottobre al 30 ottobre 1975               | Secondo Programma   | Più che altro un varietà                                         | Piero Turchetti                       | Leo Chiosso                                                    | 4       | Quartetto Cetra con Gianfranco Funari, Minnie Minoprio, Love Machine                                                                                         | Puccio Roelens                 |
| dal 15 gennaio al 19 febbraio 1976             | TV Svizzera         | Giochiamo ai quattro cantori                                     | Mascia Cantoni                        | Dino Verde                                                     | 6       | Quartetto Cetra | Aldo Buonocore                 |
| dal 26 aprile al 30 maggio 1977                | TV Svizzera         | Ri...Giochiamo ai quattro cantori                                | Mascia Cantoni                        | Dino Verde                                                     | 6       | Quartetto Cetra | Aldo Buonocore                 |
| 1977                                           | Rete 1              | Chicchirimiao                                                    |                                       |                                                                | 1       | Quartetto Cetra |                                |
| dal 31 gennaio al 4 marzo 1978                 | Rete 2              | Buonasera con...                                                 | Romolo Siena                          | Mario Amendola, Bruno Corbucci, Tata Giacobetti, Romolo Siena  | 25      | Quartetto Cetra |                                |
| dal 17 giugno al 24 giugno 1978                | Rete 1              | Kappadue                                                         | Vito Molinari                         | Vito Molinari, Carlo Silva                                     | 2       | Gorni Kramer, Marcello Marchesi, Gino Bramieri, Pino Calvi, Carlo Dapporto, Caterina Valente                                                                 | Gorni Kramer                   |
| dall'11 dicembre 1978 al 12 gennaio 1979       | Rete 2              | Buonasera con... - Seconda serie                                 | Francesco Dama                        | Tata Giacobetti, Romolo Siena                                  | 25      | Quartetto Cetra |                                |
| 5 dicembre 1979                                | Rete 1              | Grand'Italia                                                     | Paolo Gazzara                         | Maurizio Costanzo, Pierita Adami, Francesco Bortolini          | 1       | Maurizio Costanzo | Dino Siani                     |
| 1979-1983                                      | Antenna 3 Lombardia | Bingooo La storia secondo i Cetra                                | Enzo Gatta                            | Guido Stagnaro,                                                |         | |                                |
| maggio 1984                                    | Rai 1               | Al Paradise                                                      | Antonello Falqui                      | Antonello Falqui, Michele Guardì                               | 1       | Milva, Oreste Lionello, Bonnie Bianco, Nicolas Brothers, Sarah Carlson, Mariangela Melato, Jerry Lewis, Maurizio Micheli, Alessandra Panelli, Franca D'Amato | Gianni Ferrio                  |
| dal 13 aprile al 29 giugno 1985                | Rai 1               | Al Paradise - Seconda edizione                                   | Antonello Falqui                      | Antonello Falqui, Michele Guardì                               | 11      | Quartetto Cetra, Vivian Reed, Oreste Lionello, Antonello Fassari, Emanuela Giordano, Massimo Wertmüller, Arturo Brachetti                                    | Gianni Ferrio                  |
| dal 13 gennaio al 3 febbraio 1986              | Rai 3               | Era bello sognare                                                | Gennaro Magliulo                      | Stefano Satta Flores                                           | 4       | Quartetto Cetra |                                |
| 13 settembre, 19 settembre e 22 settembre 1988 | Rai 2               | Monterosa 84: si riapre il Derby                                 | Carlo Nistri                          | Alberto Testa, Walter Valdi, Gianfranco Funari                 | 3       | Gianfranco Funari |                                |

## Formazione
Tra parentesi il periodo di attività nel gruppo:
- Enrico De Angelis – voce (1941-1947)
- Lucia Mannucci – voce (1947-1990)
- Virgilio Savona – voce, pianoforte, autore delle musiche (1941-1990)
- Tata Giacobetti – voce, contrabbasso, autore dei testi (1941-1988)
- Felice Chiusano – voce, batteria, percussioni (1942-1990)

## Discografia parziale

### Singoli

#### 78 giri
- 7 novembre 1941: L'arca di Noè/Il visconte di Castelfombrone (Cetra, DC 4079)
- 7 maggio 1942: Ritmo e felicità/Radames (II puntata) (Cetra, DC 4110)
- Maggio 1942: Vecchio Pedro/Quando l'organo suona (Cetra, DC 4114)
- 16 giugno 1942: Ruote di carro/Rame nello stagno (Cetra, DC 4124)
- Giugno 1942: Banzai giapponesina/Quando canta Rabagliati (Cetra, DC 4130)
- Agosto 1942: Bastano poche note/Basta con la noia (Cetra, DC 4231)
- 1943: Pattuglia gaia ovvero la favola dei tre pesciolini/Radames (II puntata) (Cetra, DC 4290)
- 26 febbraio 1944: Funiculì funiculà/Il ritmo del ventaglio (Cetra, DC 4309)
- Febbraio 1944: Dove siete stata la notte del 3 giugno/La nonna racconta (Cetra, DC 4319)
- Febbraio 1944: La leggenda di Radames/Mal di testa (Cetra, DC 4321)
- 20 giugno 1944: I quattro vagabondi/Suona l'ocarina (Cetra, AA 381)
- 19 novembre 1945: Candy/Swinging On A Star (ciò che piace) (Cetra, AA 419)
- 19 novembre 1945: E per quel buco/Pietro Wughi il ciabattino (Cetra, AA 420)
- 19 novembre 1945: Peppone il calciatore/Crapapelada (Cetra, AA 421)
- 1º dicembre 1945: Polvere di stelle (Star Dust)/Sei così bella (Dearly Beloved) (Fonit, 12234: disco uscito a nome Natalino Otto e i 5 Shoe Shine[14])
- 1º gennaio 1946: Preghiera d'amore (Lovely Prayer)/Mamma, mi sono fidanzato (Fonit, 12252: disco uscito a nome Natalino Otto e i 5 Shoe Shine[14])
- 1º febbraio 1947: Molto bono, paisà/Va bene così, ok? (Decca, 27036)
- 1º febbraio 1947: Castellina del Chianti/Torna a Surriento (Decca, 27037)
- 1º febbraio 1947: Mattinata fiorentina/La tua felicità (Decca, 27039)
- 2 febbraio 1947: Ho un'amica a Cremona/Amore al chiaro di luna (Decca, 27040)
- 2 febbraio 1947: Leva quella mano!/Tornerà come prima (Decca, 27041)
- 2 febbraio 1947: Lo sanno tutti/Tristezze (Decca, 27042)
- 1947: Torna a Surriento/Tristezze (Decca, C 16043)
- 1º aprile 1948: Mali-Mali/La polka di papà (Decca, 27181)
- 1º aprile 1948: Shanghai Lil/Oggi ho visto un leon (Decca, 27182)
- 15 marzo 1949: Oggi ho visto un leon/Una samba, por favor (Cetra, DC 4940)
- 16 marzo 1949: Gelosia/Bongo Bongo (Cetra, DC 4941)
- 16 marzo 1949: Toolie-Oolie-Doolie/Route 66 (Cetra, DC 4942)
- 16 marzo 1949: Shanghai Lil/M'ama, non m'ama (Cetra, DC 4943)
- 16 marzo 1949: Il figlio del barbiere/Oci-Oci-Ciornia (Cetra, DC 4944)
- 2 novembre 1949: Il trenino dei sogni/I tre alberi e la casetta (Cetra, DC 5042; venduto in confezione unica con il seguente, con copertina illustrata)
- 2 novembre 1949: Nella vecchia fattoria/La lampada di Aladino (Cetra, DC 5043; venduto in confezione unica con il precedente, con copertina illustrata)
- 2 novembre 1949: Ma un paese/Sette baci, tre carezze (Cetra, DC 5051)
- 2 novembre 1949: Johnny ed Alice (Storia di due cappelli)/Il Maragià del Mogador (Cetra, DC 5052)
- 17 aprile 1950: Che farà Maria?/Non funziona (Cetra, DC 5113)
- 17 aprile 1950: Dimmi un po' Sinatra/Un napoletano a Parigi (Cetra, DC 5114)
- 17 aprile 1950: I Surrender, Dear/Non funziona (Cetra, DC 5115)
- 25 ottobre 1950: Trombolino e Pennacchietta/Il tappeto volante (Cetra, DC 5197; venduto in confezione unica con il seguente, con copertina illustrata)
- 25 ottobre 1950: La letterina di Natale/È bruciata la fattoria (Cetra, DC 5198; venduto in confezione unica con il precedente, con copertina illustrata)
- 31 maggio 1951: Tumbaito (Yo tengo un tumbaito)/Adeus America (Cetra, DC 5323)
- 31 maggio 1951: Castellina del Chianti/Vecchia America (Cetra, DC 5324)
- 31 maggio 1951: La carambola/La pasticcera (Cetra, DC 5325)
- 31 maggio 1951: Day By Day/Night And Day (Cetra, DC 5326)
- 8 novembre 1951: Quando sarò grande/Serafino (aveva un sifolo) (Cetra, DC 5424; venduto in confezione unica con il seguente, con copertina illustrata)
- 8 novembre 1951: La partita di calcio/Nel paese di Paperino (Cetra, DC 5425; venduto in confezione unica con il precedente, con copertina illustrata)
- 8 novembre 1951: Le sveglie della città/La canzone dell'ascensore (Cetra, DC 5426)
- 3 aprile 1952: That's My Desire/Il valzer del novecento (Cetra, DC 5486)
- 3 aprile 1952: Cantando per le strade/Ninna nanna ad un negretto (Cetra, DC 5487)
- 3 aprile 1952: Vecchia America/Arturo, colletto duro (Cetra, DC 5496)
- 1º ottobre 1952: In un palco della Scala/Volo di notte (Cetra, DC 5587)
- 1º ottobre 1952: Conosco un cow-boy/Il teatrino delle marionette (Cetra, DC 5588; venduto in confezione unica con il seguente, con copertina illustrata)
- 1º ottobre 1952: Fausto e Gino/Pierino e il lupo (Cetra, DC 5589; venduto in confezione unica con il precedente, con copertina illustrata)
- 6 febbraio 1953: Nel bar di Minneapolis/Un bacio a mezzanotte (Cetra, DC 5639)
- 6 febbraio 1953: Blacksmith Blues/Amico Bing...non piangere (Cetra, DC 5640)
- 6 febbraio 1953: Tenderly/How High(t) The Moon (Cetra, DC 5641)
- 6 febbraio 1953: Ballate col bajon/La pentolaccia (Cetra, DC 5642)
- 1953: I pompieri di New Orleans/Ba-ba-baciami piccina (Cetra, DC 5657)
- 1953: In un palco della Scala/Amico Bing...non piangere (Cetra, DC 5694)
- 1954: C'era una volta un baubau/La famiglia pettirosso (Cetra, DC 5916)
- 1954: I bambini delle colonie/Soffia sulle candeline (Cetra, DC 5917)
- 16 marzo 1954: Se il jazz fosse nato a Roma/Spaghetti e buonumore (Cetra, DC 5950)
- 16 marzo 1954: Al festival del jazz/Verso il nord (Cetra, DC 5951)
- 16 marzo 1954: Il venditore di fichi d'India/Uora uora (arrivao 'u ferribot) (Cetra, DC 5952)
- 16 marzo 1954: I Love Mister Puccini/Passeggiando per il centro (Cetra, DC 5953)
- 16 marzo 1954: Non sparate sul pianista/L'angelo del Mississippi (Cetra, DC 5954)
- 16 marzo 1954: L'orchestrina del Lagrange/Quando le automobili dormono (Cetra, DC 5955)
- 1954: Un diario/Cirillino Ci (Cetra, DC 5972)
- 1954: Arriva il direttore/Canzoni alla sbarra (Cetra, DC 5973)
- 1954: Aveva un bavero/Piripicchio e Piripicchia (Cetra, DC 5974)
- 1954: Aveva un bavero/...che denti (Cetra, FP 767)
- 15 dicembre 1954: Il fonografo a tromba/Un romano a Copacabana (Cetra, DC 6204)
- 16 dicembre 1954: Lo zaino di Johnny Smith/Il trapezio volante (Cetra, DC 6205)
- 6 maggio 1955: Lo zolfataro/Il mambo-tango (Cetra, DC 6299)
- 6 maggio 1955: Dorme Taormina/Casanova (Cetra, DC 6300)
- 6 maggio 1955: Un milanese a New York/Ferrovia sopraelevata (Cetra, DC 6301)
- 20 luglio 1955: Profumo n° 5/La voce del cuore (Cetra, AC 3048; lato B cantato da Lucia Mannucci)
- 20 luglio 1955: Vecchia Europa/Vecchia Europa (Cetra, AC 3049; lato A cantato con Carla Boni e Gino Latilla; lato B del solo Latilla)
- 19 novembre 1955: Una casa portuguesa/Carnavalito (El Humahuaqueno) (Cetra, DC 6410)
- 19 novembre 1955: Ninguem me ama/Paraiba (Cetra, DC 6411)
- 19 novembre 1955: La bella castellana/Solo accussì (Cetra, DC 6412)
- 30 novembre 1955: Che t'ha portato la befana? (fiaba d'inverno)/Il primo giorno di scuola (fiaba d'autunno) (Cetra, DC 6431; venduto in confezione unica con il seguente, con copertina illustrata ed il titolo Le fiabe delle quattro stagioni)
- 30 novembre 1955: C'è un pittore sul ponticello (fiaba di primavera)/Il pirata "Sub" (fiaba d'estate) (Cetra, DC 6432; venduto in confezione unica con il precedente, con copertina illustrata ed il titolo Le fiabe delle quattro stagioni)
- 30 gennaio 1956: La lavanderina del Portogallo/Ma che...ma che...(Ma que...ma que...) (Cetra, DC 6454)
- 30 gennaio 1956: Ricordate Marcellino?/Oho-Aha (ciao) (Cetra, DC 6455)
- 3 luglio 1956: Musetto/Aprite le finestre (Cetra, DC 6577)

#### 45 giri
- 1957: Un disco dei Platters/Non so dir " ti voglio bene " (Cetra, SP 93)
- 1957: Kim/Non illuderti (Cetra, SP 96)
- 1958: Nella vecchia fattoria/La lampada di Aladino (Cetra, SP 211)
- 1958: Piedigrotta a Broadway/Alma Llanera (Cetra, SP 337)
- 1959: Donna/Raggio di sole (Cetra, SP 362)
- 1959: Sei come un flipper/Saint Louis Blues Train (Dischi Ricordi, SRL 10.053)
- 1959: Blue Moon/Colombo Rock (Dischi Ricordi, SRL 10.054)
- 1959: Concertino/Cubano (Dischi Ricordi, SRL 10.058)
- 1959: Baciami all'italiana/Mai più (Dischi Ricordi, SRL 10.059)
- 1959: Il codice dell'amore/Triana morena (Dischi Ricordi, SRL 10.070)
- 1959: Cantando con Ivette/Canzoncella italiana (Dischi Ricordi, SRL 10.089)
- 1959: Sei piccolo per i blue-jeans/Che centrattacco!!! (Dischi Ricordi, SRL 10.090)
- 1959: Papà Walt Disney/Un cavallo senza cow boy (Dischi Ricordi, SRL 10.091)
- 1960: Romantica/Libero (Dischi Ricordi, SRL 10.123)
- 1960: Noi/Quando vien la sera (Dischi Ricordi, SRL 10.124)
- 1960: Il testamento del toro/Quello è un italiano (Dischi Ricordi, SRL 10.125)
- 1960: Le signore/Porque tu me acostumbraste (Dischi Ricordi, SRL 10.142)
- 1960: Geppyna/Vorrei (Dischi Ricordi, SRL 10.143)
- 1960: Cha cha cha romano/Caccia al marito (Dischi Ricordi, SRL 10.162)
- 1960: Bianco e nero/Lettera a Pinocchio (Dischi Ricordi, SRL 10.163)
- 1961: Cherokee/Allegramente (Dischi Ricordi, SRL 10.181)
- 1961: Ciao mama/Kiss Cha Cha (Dischi Ricordi, SRL 10.194)
- 1961: I'm on my way/Bianco e nero (Dischi Ricordi, SRL 10.195)
- 1961: Napule dinto e fora/'O fidanzato mio (Dischi Ricordi, SRL 10.204)
- 1961: Metti la camicetta.../La leggenda del lilion (Ri-Fi, SO 176 NP)
- 1961: I ricordi della sera/A media luz (Dischi Ricordi, SRL 10.223)
- 1961: I tigrotti della giungla/John Brown's Baby? (Dischi Ricordi, SRL 10.224)
- 1962: Tin Kon Kin/Eva (Polydor, NH 66 586)
- 1962: La ballata di Lazy Boy/Se vai tu ci vengo anch'io (Dischi Ricordi, SRL 10.234)
- 1962: Madison Dance/Ciabattino twist (Polydor, NH 66 588)
- 1962: Nella vecchia fattoria/Musetto (Polydor, NH 66 591)
- 1963: Pluto/I piccolissimi sette (Polydor, NH 54 701)
- 1963: Ehi!Stop!/Le stelle dell'orsa maggiore (Polydor, NH 54 707)
- 1963: Vavà - Didì - Pelè/Tanti "golli" (Polydor, NH 54 710)
- 1963: Du du du - da da/Però mi vuole bene (Polydor, NH 54 715)
- 1964: Vieni vicino...dammi la mano/Sole, pizza e amore (Polydor, NH 54 775)
- 1964: La ballata del critico TV/Una canzone per noi due (Polydor, NH 54 805)
- 1964: Il cammello e il dromedario/Soffia sulle candeline (tanti auguri...) (Polydor, NH 54 814)
- 1966: Juanita Banana/Tango Courreges (CBS, 2333)
- 1968: Non cantare, spara/Cinderella Rockefella (CBS, 3439)
- 1968: Il tuo ritorno/Mamma mia dammi cento lire (CBS, 3773)
- 1971: Stasera sì/Chissà come farà (Carosello Records, Cl 20306)
- 1974: Un brivido di musica/Il mangianote (Ariston, AR 0627)
- 1975: Matto mattone/Che bello fare il mago (Ariston, AR 00699)
- 1975: Susanna naif/Il reame di Ralantì (Ariston, AR 00713)
- 1978: I moschettieri/Penelope (Cetra, SPB 54)
- 1979: Pierino ha la febbre... il sabato sera/Appuntamento spaziale... con gli UFO Robot (Cetra, SP 1693)
- 1981: Zim zum zam/Non ti fidare di lei (la telecamera) (Rifi - RFN-NP 16826)

#### 45 giri Flexy-disc
Sono incisi da un solo lato e allegati in omaggio alla rivista Il Musichiere:
- 1959: Al chiar di luna porto fortuna (The Red Record, N. 20014) (Il Musichiere N° 25, 25 giugno)
- 1960: Mustapha (The Red Record, N. 20071) (Il Musichiere N° 82, 23 luglio)

### Album

#### 33 giri 25 cm
- 1º maggio 1954: Otto grandi successi del 4º Festival della Canzone (Cetra, LP 10, con Katyna Ranieri; il Quartetto interpreta quattro canzoni, Aveva un bavero, Cirillino Ci, Piripicchio e Piripicchia e Arriva il direttore, mentre la Ranieri interpreta altri quattro brani, di cui uno insieme ad Antonio Vasquez)
- 1º marzo 1955: I successi internazionali del Quartetto Cetra (Cetra, LPA 16)
- 22 dicembre 1955: Lettere dal Sud America (Cetra, LPA 40)
- 14 aprile 1956: Le canzoni del festival di Sanremo 1956 viste dal Quartetto Cetra (Cetra, LPA 58)
- 20 marzo 1957: Le canzoni del festival di Sanremo 1957 viste dal Quartetto Cetra (Cetra, LPA 99)
- 27 novembre 1957: Hot Club per otto (Cetra, LPA 107)

#### 33 giri 30 cm
- 1961: Il Quartetto Cetra alla TV (Dischi Ricordi, MRL 6011)
- 1962: Quartetto Cetra (Dischi Ricordi, MRL 6014)
- 1962: Le favole del juke-box (Dischi Ricordi, MRL 6024)
- 1967: Ieri oggi (CBS, 62995)
- 1968: Non cantare, spara (CBS, 63325)
- 1971: Un L.P. per te (Carosello Records, CLN 25014)
- 1985: Una lunga tastiera (Palladium, LP 33322)
- 1990: Il Quartetto Cetra in concerto (EMI Italiana, 34 7939601)

#### CD
- 2006: Il Quartetto Cetra (Twilight Music - Serie via Asiago 10, TWI CD AS 06 28)
- 2009: Colpi di luna - Canzoni e cronache lunari (1969-2009) (Twilight Music - Serie via Asiago 10, TWI CD AS 09 48; con Jenny Luna ed altri)
- 2009: Tutto Cetra - Un bacio a mezzanotte (Rhino Records, 5051865-6726-5-4)

### EP
- Novembre 1953: Nella vecchia fattoria/La lampada di Aladino/Nel paese di Paperino/I tre alberi e la casetta (Cetra, EP 0502)
- Novembre 1953: Conosco un cow-boy/Il teatrino delle marionette/Pierino e il lupo/Fausto e Gino (Cetra, EP 0503)
- 1º marzo 1954: Microfono d'argento 1953 (Cetra, EP 0508)
- 1954: Gite di un quartetto viaggiatore 1° (Cetra, EP 0514)
- 1954: Gite di un quartetto viaggiatore 2° (Cetra, EP 0515)
- 1º ottobre 1954: Sassofoni e vecchie trombette "L'impossibile storia del jazz" (Cetra, EP 0516)
- 1º ottobre 1954: Sassofoni e vecchie trombette "L'impossibile storia del jazz 2" (Cetra, EP 0517)
- 30 novembre 1955: Il Quartetto Cetra presenta: le fiabe delle quattro stagioni (Cetra, EP 0548)
- 1º maggio 1956: Quartetto Cetra (Cetra, EP 0558)
- 5 dicembre 1956: Canta il Quartetto Cetra nella commedia musicale ''Carlo, non farlo!'' (Cetra, EP 0577)

## Filmografia
- Maracatumba... ma non è una rumba, regia di Edmondo Lozzi (1949)
- Il microfono è vostro, regia di Giuseppe Bennati (1952)
- Tempi nostri - Zibaldone n. 2, regia di Alessandro Blasetti (1954)
- Café Chantant, regia di Camillo Mastrocinque (1954)
- L'incanto della foresta, regia di Alberto Ancillotto (1957)
- Ferragosto in bikini, regia di Marino Girolami (1960)
- La ragazza sotto il lenzuolo, regia di Marino Girolami (1961)

## Programmi radiofonici Eiar
- Evviva la pioggia, fantasia musicale di Ruggero Maccari, con Lucia Mannucci, il Quartetto Cetra, Tina Allori, Lucio Ardenzi, Rina Franchetti, Wanda Tettoni, regia di Nunzio Filogamo, trasmessa il 25 aprile 1942

## Programmi radiofonici Rai
- Il quartetto Cetra canta per voi, programma trasmesso il 25 febbraio 1946
- Appuntamento con il Quartetto Cetra, con la partecipazione del complesso di Libero Tosoni, trasmesso il 13 dicembre 1948.
- La vedette della settimana, il Quartetto Cetra, trasmessa dal 27 novembre al 2 dicembre 1949
- Quartetto Cetra, programma con l'orchestra di Virgilio Savona dalla terrazza dell'Odeon di Milano in onda il 4 ottobre 1950.
- L'allegro convegno dei quattro, Nuove avventure del Quartetto Cetra, varietà radiofonico settimanale gennaio 1953
- Stella stellina, Natale si avvicina, rivista di Romano e Bernardino Zapponi, con il Quartetto Cetra, regia di Riccardo Mantoni, 10 dicembre 1953.
- Stella, stellina, Capodanno s'avvicina, rivista di Ricci, Romano e Zapponi, con il Quartetto Cetra, regia di Riccardo Mantoni, trasmessa il 31 dicembre 1953-
- Sei canzoni in cerca di successo, presentate dal Quartetto Cetra, trasmessa il 31 gennaio 1954
- Quattro vecchi amici, programma con il Quartetto Cetra, trasmesso il 31 gennaio 1955.
- Il piccolissimom teatro del Quartetto Cetra, varietà radiofonico, trasmesso il 13 luglio 1955
- Il novissimo Cetra, varietà di Amurri, Faele e Zapponi, presentato dal Quartetto Cetra, trasmesso il 25 ottobre 1956.
- Musica signori?, programma musicale di Tata Giacobetti, con il Quartetto Cetra 1962
- Sette piccole streghe, programma musicale con il Quartetto Cetra, trasmesso agosto 1963